# Бендел Іншуренс
«Бендел Іншуренс» (англ. Bendel Insurance Football Club) — нігерійський футбольний клуб з Бенін-Сіті. Виступає в Національній Лізі Нігерії — другому дивізіоні в структурі нігерійського клубного чемпіонату з футболу. Заснований 1972 року. Домашні матчі проводить на стадіоні «Самуель Огбемудіа», що вміщає 20 000 глядачів.

## Історія
«Бендел Іншуранс» є одним з шести клубів-засновників нігерійської Прем'єр-ліги 1972 році. За свою історію «Гадюки» двічі ставали чемпіонами країни та тричі вигравали Кубок Нігерії, правда, успіхи ці датуються 70-ми роками 20-го століття. Успіхами на міжнародній арені є вихід клубу у півфінал Кубка чемпіонів 1980 року, а також перемога в Кубку КАФ в 1994 році, де у фіналі з рахунком 3:1 за підсумками двох матчів був переможений ангольський «Прімейру де Майу» з Бенгели. 
У сезоні 2007/08 «Гадюк» потряс найсильніший удар — багато в чому через фінансові проблеми команда зайняла останнє, двадцяте, місце в чемпіонаті Нігерії та вперше за свою історію покинула Прем'єр-лігу.

## Досягнення

### Місцеві
- Чемпіон Нігерії (2): 1973, 1979
- Володар Кубка Нігерії (3): 1972, 1978, 1980

### Міжнародні
- Володар Кубка Конфедерації КАФ (1): 1994

## Відомі гравці
- Пітер Одемвінгіе
- Джуліус Агахова
- Августін Егуавон
- Вілсон Орума
- Піус Ікеда